# 立迫文明
立迫 文明（たてさこ ふみあき、1968年4月1日 - ）は、日本の漫画家。熊本県出身。男性。血液型はA型。
代表作に『仰天人間バトシーラー』講談社『面白いほどよくわかる日本経済入門 (マンガ経済の黒帯シリーズ)』など。

## 略歴
漫画家・河合克敏、村枝賢一のアシスタントを経て、2000年に『仰天人間バトシーラー』（『コミックボンボン』11月号）でデビュー。にわのまこと、みのもけんじ両氏にも師事していた。他にジャレコ、メディアリングでゲームグラフィックデザインも行っていた。
『俺たちのフィールド』『仮面ライダーSPIRITS』の村枝賢一とは幼稚園時代からの幼馴染。河合克敏、藤田和日郎、安西信行など『週刊少年サンデー』に連載経験のある漫画家たちとの交友がある。

## 漫画化作品
「仰天人間バトシーラー 〜キャプテン・ガッツの大航海〜」のタイトルで、『コミックボンボン』（講談社）で連載された。シール第一弾を元にしている。立迫文明作・画。単行本は全3巻。立迫のプロデビュー作でもあり、「100点満点中72点だ」と後年インタビューで語っている。
1. 2001年5月初版 ISBN 4-06-334414-2
2. 2001年6月初版 ISBN 4-06-334415-0
3. 2001年7月初版 ISBN 4-06-334428-2

面白いほどよくわかる日本経済入門 円高円安編 (マンガ経済の黒帯シリーズ) 宙出版　書き下ろし単行本。作画・立迫文明　監修・岩崎靖(大和総研）原作・勝山悠
1. 2004年初版　ISBN　4-7767-9047-5